# 渡辺たかね
渡辺 たかね（わたなべ　たかね、1972年3月8日 - ）は、大阪を中心に活躍するタレント・料理研究家。ハイトーンボイス（アニメ声）が人気。
2008年と2012年6月、妊娠をし、番組を一時休業した。
大阪市阿倍野区出身。大阪地区のテレビ・ラジオ番組で活躍。

## 出演番組
- サクワスタイル『Think Bee!』（デジタルダイレクト）
- 和菓子で巡る京の四季（BSフジ）

## 過去の出演番組
- 評判!なかむら屋（ABC）
- おはよう朝日です（ABC）
- 華の宴（読売テレビ）
- 部長刑事（ABC）
- 板東・八方ヨジキンTV（関西テレビ）
- 金曜いただきッ!（サンテレビ）※料理の先生として出演していた。
- ABCミュージックパラダイス（ABCラジオ、1998年4月-2006年3月）
- こんちわコンちゃんお昼ですょ!（MBSラジオ）※産休のため、2008年10月をもって卒業。
- 上田剛彦のミュージック・バイキング（ABCラジオ、2010年11月11日）※ABCラジオ創立60周年記念特別番組『みんなで60周年 ABCラジオ』の一環として、かつて『ABCミュージックパラダイス』でコンビを組んでいた上田剛彦がDJを務める音楽番組にゲスト出演し、上田とともに特別体制で番組を進行。
- ありがとう浜村淳です土曜日です（MBSラジオ）
- 京の菓子ごよみ（KBS京都）
- MBSヤングタウン日曜日（MBSラジオ）